# Salle du billard
La salle du billard est une salle du château de Versailles, en France.

## Localisation

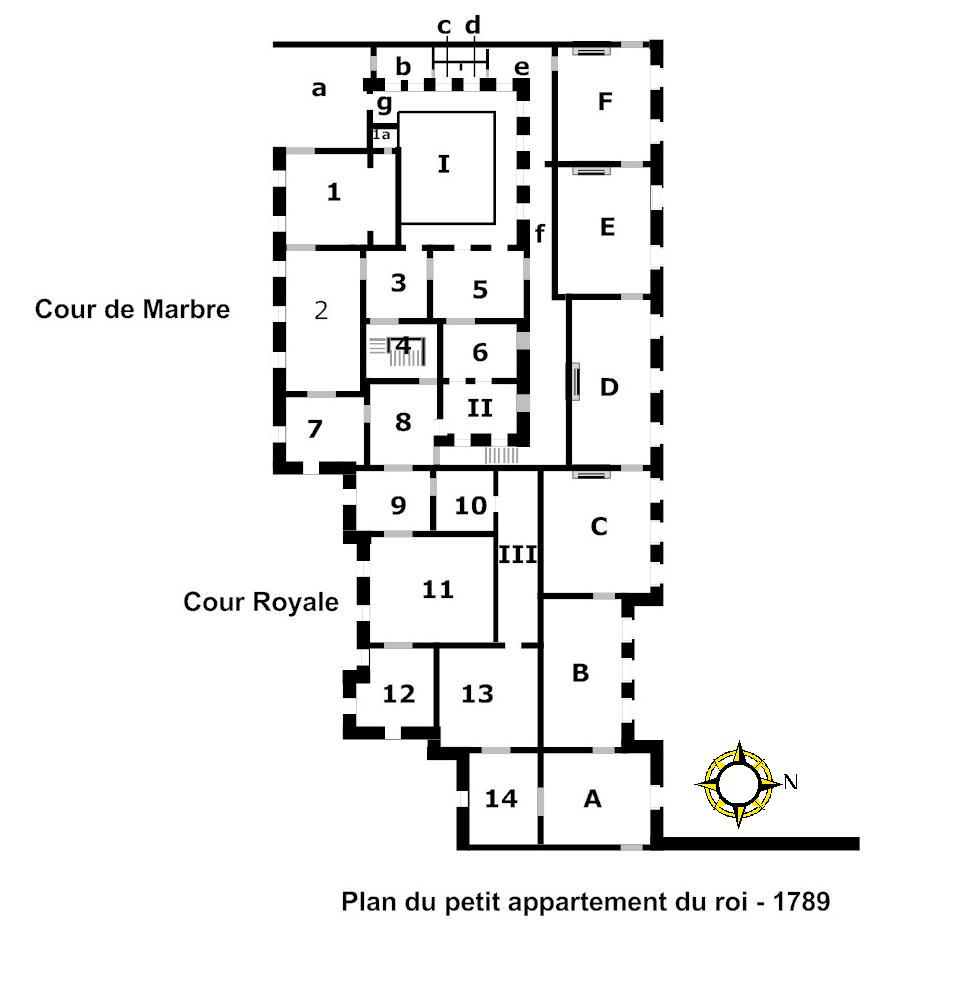
Plan du petit appartement du roi en 1789 ; la salle du billard est indiquée en 13.

La salle du billard est située dans le Petit appartement du Roi, au premier étage du bâtiment principal du château de Versailles.
La pièce communique à l'est avec le cabinet des jeux de Louis XVI et au sud avec la salle à manger aux salles neuves. Voir sa notice sous le nom de Pièce des buffets.